# Twist Uptown
Twist Uptown è il primo album del gruppo vocale pop statunitense The Crystals, pubblicato dalla Philles Records nell'agosto del 1962.

## Tracce

### LP (1962, Philles Records, PHLP-4000)
Lato A (PHLP 500CY)
1. Uptown – 2:18 (Cynthia Weil, Barry Mann)
2. Another Country-Another World – 3:00 (Phil Spector, Doc Pomus)
3. Frankenstein Twist – 2:57 (Kate Henry, William McCorkle)
4. Oh Yeah, Maybe Baby – 2:23 (Phil Spector, Hank Hunter)
5. Please Hurt Me – 2:12 (testo: Gerry Goffin – musica: Carole King)

Durata totale: 12:50
Lato B (PHLP 501CY)
1. There's No Other (Like My Baby) – 2:28 (Phil Spector, Leroy Bates)
2. On Broadway – 2:27 (Cynthia Weil, Barry Mann)
3. What a Nice Way to Turn Seventeen – 2:40 (testo: Jack Keller – musica: Larry Kolber)
4. No One Ever Tells You – 2:16 (Phil Spector, Carole King, Gerry Goffin)
5. Gee Whiz Look at His Eyes (Twist) – 2:43 (Carla Thomas)
6. I Love You Eddie – 2:55 (Phil Spector, Hank Hunter)

Durata totale: 15:29

## Formazione

### Gruppo
- Barbara Alston – voce solista (ecceto in A4), cori (A4)
- Patsy Wright – voce solista (A4), cori
- Dolores "Dee Dee" Kenniebrew – cori
- Dolores "La La" Brooks – cori
- Mary Thomas – cori
- altri musicisti non accreditati

### Produzione
- Phil Spector – produzione
- Registrazioni effettuate al Mirasound Recording Studios di New York City, New York
- Bill MacMeekan – ingegnere delle registrazioni
- Design Studio Five – grafica e design copertina album originale
- Georgia Winters – note retrocopertina album originale[3]

## Classifica
Singoli
| Anno | Titolo del brano                | Classifica            | Posizione raggiunta |
| ---- | ------------------------------- | --------------------- | ------------------- |
| 1961 | There's No Other (Like My Baby) | Hot 100               | 20                  |
| 1962 | Uptown                          | Hot 100               | 13                  |
| 1961 | There's No Other (Like My Baby) | Hot R&B/Hip-Hop Songs | 5                   |
| 1962 | Uptown                          | Hot R&B/Hip-Hop Songs | 18                  |